# Herz-Jesu-Kirche (Gliwice)

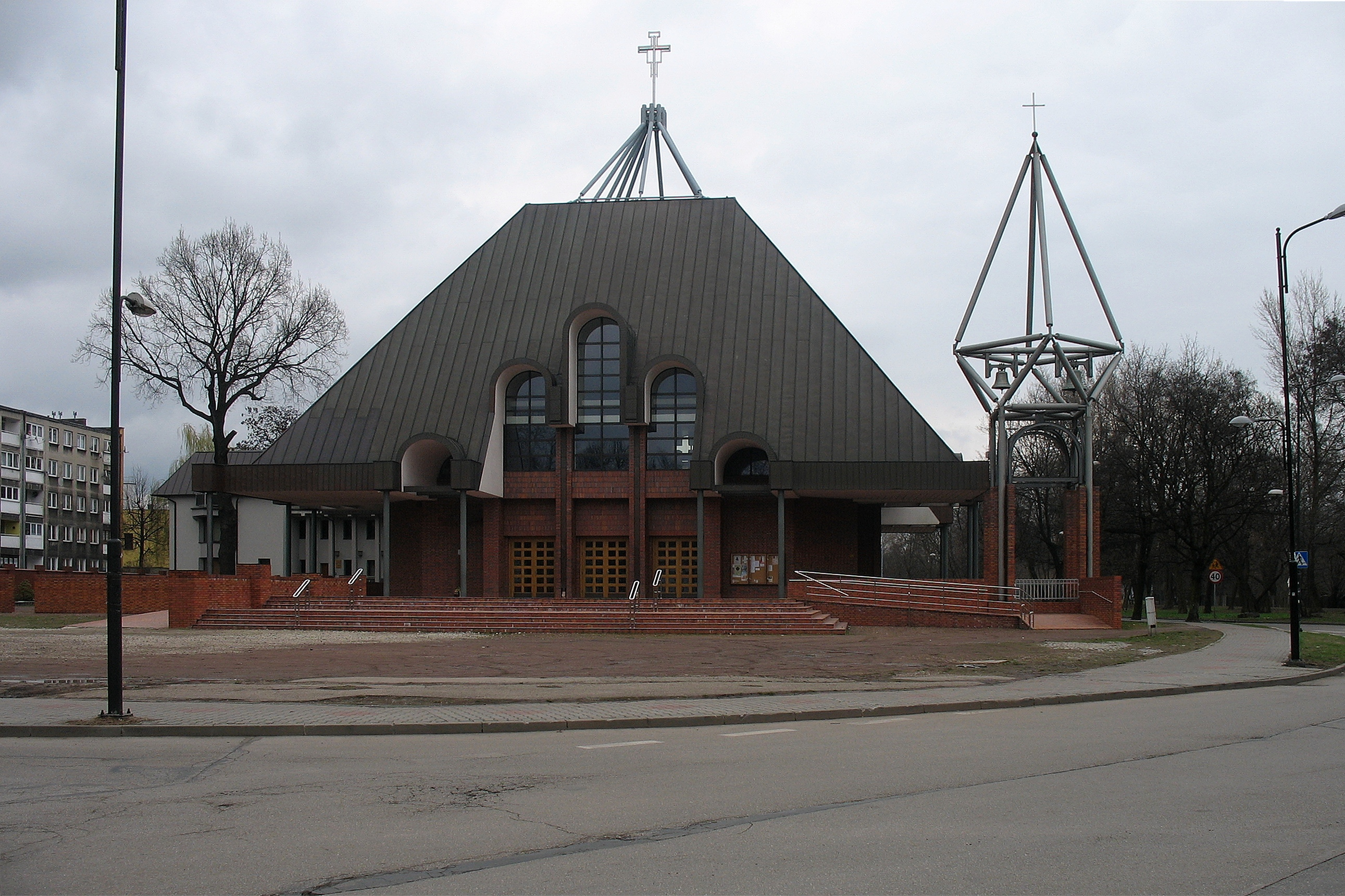
Die neue Herz-Jesu-Kirche

Die Herz-Jesu-Kirche (polnisch Kościół Najświętszego Serca Pana Jezusa) ist eine römisch-katholische Kirche in der ul. Franciszkańska 1 in Gliwice (Gleiwitz).

## Geschichte
Die Gebäude der Gemeinde gehörten zunächst zur Hüttengaststätte. Diese wurde zum Franziskusheim umgebaut, der Tanzsaal des Gasthauses mit einer Größe von 15 mal 32 Metern wurde zu einer Kirche umgebaut und als Kirche der Franziskaner (OFM) genutzt. Die Gebäude hatten ihren Ursprung im Jahr 1796. Die Kirche wurde 1924 eingeweiht. An die bestehenden Gebäude wurden Klosterräume angebaut.
Ab den 1980ern begann man mit dem Bau eines neuen Kirchengebäudes, dabei riss man das Klostergebäude ab und später auch das ehemalige Gebäude der Gaststätte. Derzeit wird die neue Kirche vollendet. Ende August 2009 wurde auch das alte Kirchengebäude abgerissen.